# Theo Naumann
Theo Christian Naumann (* 5. März 1962; † 9. August 2012) war ein deutscher Regisseur und Redakteur.

## Leben
Theo Naumann war ab Mitte der 1980er-Jahre als Redakteur für den Sender Sat.1 tätig. Anfang der 1990er-Jahre wurde er einer der langjährigen Regisseure des werktäglich ausgestrahlten Morgenmagazins Sat.1-Frühstücksfernsehen. Daneben inszenierte Naumann als Regisseur auch mehrere Dokumentarfilme und Reportagen. In den 2000er-Jahren endete nach über zwanzig Jahren seine Tätigkeit bei Sat.1. Danach war er als freischaffender Regisseur tätig.
Naumann war von Dezember 2004 bis zum Jahr 2009 mit der Moderatorin Andrea Kiewel verheiratet. Aus der Ehe ging ein Sohn (* 2001) hervor.
Naumann starb am 9. August 2012 im Alter von 50 Jahren bei einem Motorradunfall auf der Bundesautobahn 81. Seine Beisetzung fand im engsten Familienkreis statt.